# Carter B. Harlan
Carter Berry Harlan (* 1. August 1806 im Mason County, Kentucky; † 9. Juni 1840 in Philadelphia, Pennsylvania) war ein US-amerikanischer Jurist und Politiker (Demokratische Partei).

## Werdegang
Carter Berry Harlan, Sohn von Elizabeth Berry und Nathaniel Carter Harlan, wurde 1806 im Mason County geboren. Über seine Jugendjahre ist nichts bekannt. Irgendwann studierte er Jura. Seine Zulassung als Anwalt erhielt er vor 1836. Harlan wurde 1836 durch das Repräsentantenhaus von Ohio zum Secretary of State von Ohio gewählt, um die Vakanz zu füllen, die durch den Rücktritt von Benjamin B. Hinkson am 12. Februar 1836 entstand. Harlan bekleidete den Posten bis zu seinem Tod 1840 in Philadelphia. Seine Amtszeit war von der Wirtschaftskrise von 1837 überschattet. Zu seinem Nachfolger wurde William Trevitt gewählt.